# 로마 대화재

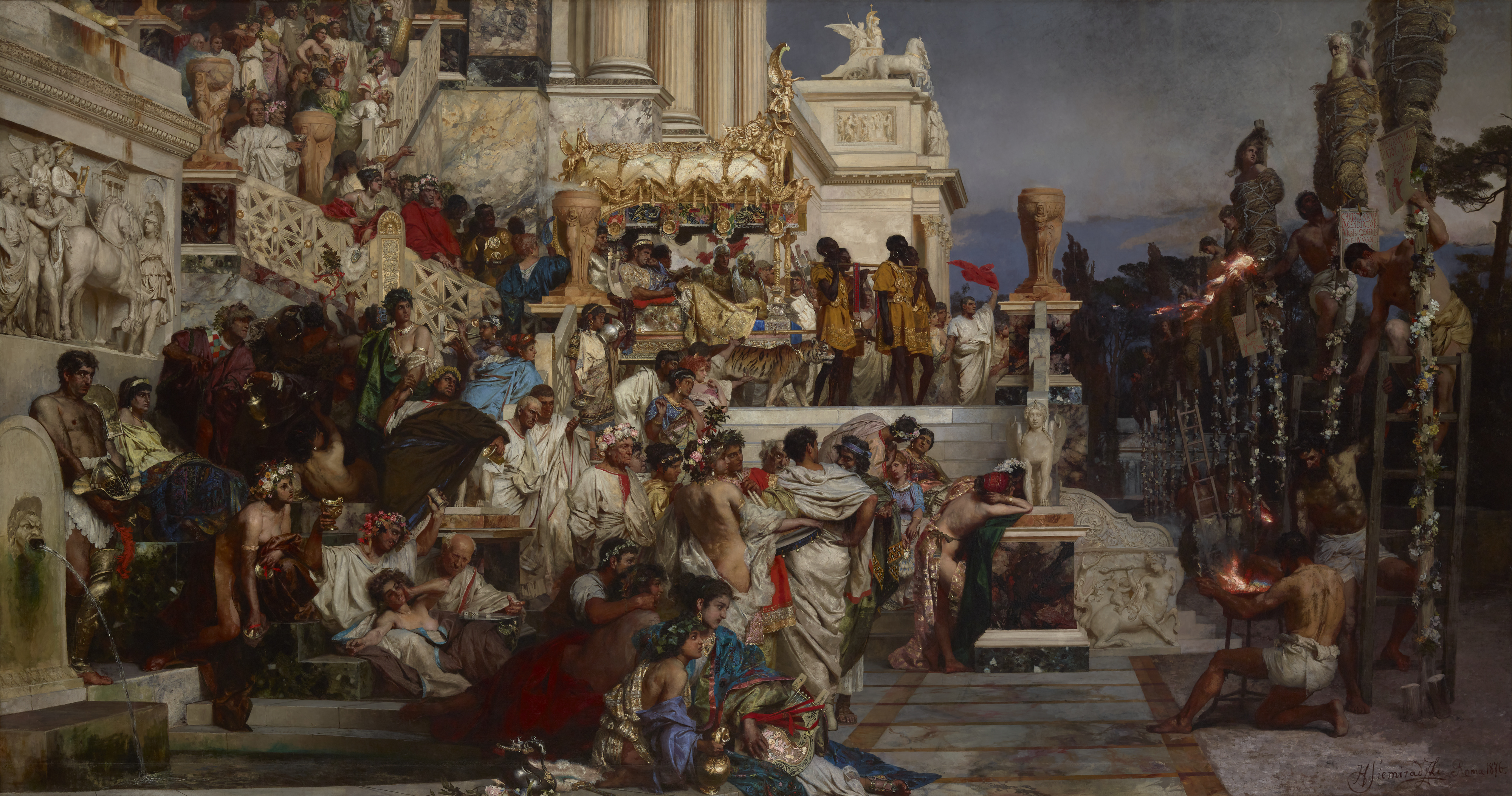
기독교도를 화형에 처하도록 지시하는 네로 황제

로마 대화재(로마 大火災, Great Fire of Rome)는 64년 7월 19일 로마에서 일어난 대화재사건이다.
기름 창고에서 우연히 일어난 작은 화재가 시내에 번지면서 대화재로 악화되었다. 대화재 이후 다시 재건된 로마 시내는 도로를 정비하고 화재에 빠르게 대처할 수 있도록 수로를 늘렸다.

## 개요
당시 로마 제국 황제였던 네로는 화재 소식을 듣고는 휴가를 중단하고, 로마에 와서 이재민에게 식량을 공급하는 등 참사 수습을 위해 노력하였다. 그럼에도 불구하고 대재앙에 시민의 민심은 진정되지 않았고, 심지어 네로 황제의 방화설까지 나돌았다. 그러자 네로 황제와 집권 세력은 이에 대한 민심 수습책으로 당시 신흥 종교였던 기독교에 책임을 덮어씌우고 예수의 12사도를 비롯한 기독교도를 대학살하였다.
대화재 당시 불타는 로마 시내를 보면서 네로가 노래를 불렀다는 것은 허무맹랑한 소설이자 영화적 과장이지만, 당시 "사악한 미신", "로마 제국에 의해 처형된 그리스도를 믿는 자"라는 공격을 받고 있었던 기독교도들을 사회혼란 해결의 희생양으로 삼아 화형으로 대학살한 것은 이후 네로가 최초의 기독교 박해자이자 폭군 또는 정신이상자로 역사에 낙인찍힌 원인이 되었다.
로마 대화재와 민심 수습을 위한 기독교 탄압을 소재로 한 역사 소설로는 셴키에비치의 쿠오바디스가 있다.

## 같이 보기
- 네로